# STREET FIGHTER II -G.S.M.CAPCOM 4-
『STREET FIGHTER II -G.S.M.CAPCOM 4-』（ストリートファイターツージーエスエムカプコンフォー）は、日本のゲームミュージックアルバムである。

## 解説
アーケードゲーム『ストリートファイターII』を銘しているが、実際は『U.S.NAVY』『マジックソード』『チキチキボーイズ』『ファイナルファイト』の合同オリジナルサウンドトラックである。アレンジ4曲とオリジナル曲収録の2枚組CDで発売された。
ブックレットには下村陽子、「Oyaji」他の各ゲームの開発者の曲の感想が記載されている。ジャケットは表はアーケード版『ストII』のメインイラストをそのままジャケット化をし、裏は曲目と『ストII』『U.S.NAVY』『マジックソード』『チキチキボーイズ』『ファイナルファイト』のタイトルロゴとゲームの1画面を載せている。
『ストII』限定であるが『ストリートファイターII'』『ストリートファイターII'TURBO』のオリジナルサウンドトラックは発売は無く、次のオリジナルサウンドトラックは『スーパーストリートファイターII』から発売された。

### 受賞歴
ストリートファイターII

## 収録曲

### DISK1
1.春雷（ストリートファイター2・アレンジ・ヴァージョン）
2.ザ・ストラトスフェアー・フライト（U.S.NAVY・アレンジ・ヴァージョン）
3.ア・ロチック・オフ・ザ/・ペイル（マジックソード・アレンジ・ヴァージョン）
4ルーズ・イン・トワイライト（ファイナルファイト・アレンジ・ヴァージョン）

#### U.S.NAVY
5.クレジット~プレイヤーセレクト/作戦指令・ウェポンセレクト/空母発艦
6.ミッション1首都奪回作戦~制空権奪取/ボス1（1ステージ・ボス爆撃機ブラックジャック,8ステージ・ボス1列車砲台）/ステージクリア~空母着艦
7.ミッション4造船所爆破作戦/ボス4（4ステージ・ボス空母トビリシ）
8.ミッション5兵器実験エリア攻撃作戦1（空中戦）/ボス5（5ステージ・ボス早期警戒機メインステイ,9ステージ・ボス・レーザー砲台ガーマ）
9.ミッション6兵器実験エリア攻撃作戦2（地上戦）/ミッション7敵爆撃機編隊攻撃
10．ミッション8砂漠基地攻撃作戦/ミッション9要塞攻撃作戦
11.ミッション10成層圏/ボス6（10ステージ・ボス2レーザー衛星）
12.エンディング1/エンディング2/ゲームオーヴァー

#### マジックソード
13.クレジット（冒険の出発）~塔への道（ラウンド1）/竜の塔1（ラウンド2）
14.竜の塔2（スクロールAのグループ）/炎のフロアー（火のステージ）/レッドドラゴン（ラウンド2ボス）/ラウンドクリア
15.竜の塔3（ラウンド3）/水のフロアー（水のステージ）/メイジキマイラ（ラウンド3ボス）
16.竜の塔4（ラウンド4）/キングローラー（ラウンド4ボス）
17. 竜の塔5（ラウンド5）/ダブルドラゴン（ラウンド5ボス）/竜の塔6（ラウンド6）/メイジキマイラ2（ラウンド6ボス）

#### STREET FIGHTER II SE
18.ユー/ウィン/ルーズ/パーフェクト/ファイト/ジャパン/ブラジル/U.S.A./チャイナ/U.S.S.R./インディア/スペイン/タイランド/ラウンド
19.1/2/3/4/5/6/7/8/9/ファイナル

### DISK2

#### STREET FIGHTER II
1.タイトルデモ~クレジット/プレイヤーセレクト/V.S.画面
2.日本（リュウ）/ステージ終了
3.ブラジル（ブランカ）/アメリカ（ガイル）
4.中国（春麗）/ボーナスステージ~途中参加ファンファーレ
5.日本（E.本田）/アメリカン（ケン）
6.ソビエト（ザンギエフ）/インド（ダルシム）
7.アメリカ（M.バイソン）/スペイン（バルログ）
8.タイ（サガット）/タイ（ベガ）
9.エンディング（リュウ）/同（ブランカ）/同（ガイル）/同（春麗）
10.同（E.本田）/同（ケン）/同（ザンギエフ）/同（ダルシム）/コンティニュー~ゲームオーヴァー/ランキングディスプレイ

#### チキチキボーイズ
11.がんばってね（クレジット）～ネーミング+ラウンド選択/旅立ち（ラウンド1）/ボスのテーマ/ラウンドクリア/神様のテーマ
12.空の上には…（ラウンド2）/タイフーンキッド/ボーナスステージ～パーフェクトファンファーレ
13.海の中では…（ラウンド3）/ドラゴンブルーアイズ（ラウンド選択クリアデモ1）/秘密の扉（同2）
14.モンスター城発見!!（ラウンド4-1）/侵入開始（ラウンド4-2）
15.怖いダンジョン（ラウンド4-3）/高い塔（ラウンド4-4）
16.戦いの時が来た!（ラウンド4-5）/ロエピー大魔王のテーマ
17.脱出!（ラウンド5-1）/故郷をめざして（ラウンド5-2）/大勝利!（最終ラウンドクリア）
18.そして楽園へ（エンディング1）/そして楽園へ（同2）
19.スタッフロール
20.チキチキボーイズ（チキチキボーイズ・メインテーマ）/コンティニュー～ゲームオーバー/ランキング1位/ランキングディスプレイ